# Giorgio Ravegnani
Giorgio Ravegnani (* 1948 in Mailand) ist ein italienischer Historiker. Sein Forschungsschwerpunkt liegt auf der spätantiken und mittelalterlichen Geschichte des Byzantinischen Reiches, des byzantinischen Italien, aber auch auf der mittelalterlichen Geschichte Venedigs.

## Leben und Werk
Ravegnani wurde bereits 1972 promoviert, woraufhin er eine Stellung als Sekretär am Institut Venezia e l’Oriente (Venedig und der Orient) antrat. Dieses Institut gehörte zur Fondazione Giorgio Cini, einer Kulturstiftung mit Sitz auf der venezianischen Insel San Giorgio Maggiore. Danach wurde er Assegnista di ricerca, also Postdoktorand, an der Universität Bologna.
1979 wurde er an die Universität Venedig berufen, wo er zum Professore associato di Storia Bizantina wurde, schließlich zum ordentlichen Professor für Mittelalterliche Geschichte. Außerdem wurde er Präsident des Corso di Laurea in Storia, Präsident der Biblioteca di Area Umanistica, schließlich Direktor der Historischen Fakultät. Danach lehrte er nicht nur Mittelalterliche Geschichte, sondern auch Geschichte des byzantinischen Italien und Militärgeschichte derselben Epoche.
Zu seinem Themenkreis verfasste Ravegnani eine Reihe von Monographien, aber auch Aufsätze und Beiträge zu Lexika, wie dem Dizionario Biografico degli Italiani.

## Werke (Auswahl)
- Le biblioteche del Monastero di S. Giorgio Maggiore, Olschki, Florenz 1976 (Bibliotheken des Klosters).
- Castelli e città fortificate nel VI secolo, Edizioni del Girasole, 1983 (Befestigungsanlagen des 6. Jahrhunderts).
- La corte di Bisanzio, Agenzia editoriale Essegi, 1984 (der byzantinische Hof).
- Soldati di Bisanzio in età giustinianea, Jouvence, 1988.
- mit Marco Pozza: I trattati con Bisanzio. 1265–1285, 2 Bde., Il cardo, 1993 und 1996 (Verträge mit Byzanz zwischen 1265 und 1285).
- La storia di Bisanzio, Jouvence, Rom 2004 (Geschichte des Byzantinerreiches).
- I Bizantini in Italia, il Mulino, Bologna 2004 (Byzantiner in Italien).
- I Bizantini e la guerra. L’età di Giustiniano, Jouvence, Rom 2004 (Militärgeschichte des 6. Jahrhunderts).
- mit Gherardo Ortalli, Peter Schreiner (Hrsg.): Quarta Crociata. Venezia – Bisanzio – Impero latino, 2 Bde., Venedig 2005 (Vierter Kreuzzug).
- Bisanzio e Venezia, il Mulino, Bologna 2006 (Verhältnis von Byzanz und Venedig).
- Imperatori di Bisanzio, il Mulino, Bologna 2008 (byzantinische Kaiser).
- Soldati e guerre a Bisanzio, il Mulino, Bologna 2009 (Militärgeschichte).
- Bisanzio e le crociate, il Mulino, Bologna 2011 (Byzanz und die Kreuzzüge).
- Gli esarchi d’Italia, Aracne, Rom 2011 (byzantinische Exarchen in Italien).
- La caduta dell’impero romano, il Mulino, Bologna 2012 (Untergang des Römerreiches).
- Il doge di Venezia, il Mulino, Bologna 2013 (Doge von Venedig).
- La vita quotidiana alla fine del mondo antico, il Mulino, Bologna 2015 (Alltagsgeschichte der Spätantike).
- Andare per l’Italia bizantina, il Mulino, Bologna 2016 (zu materiellen Überresten Italiens aus der Zeit zwischen 535 und 1071).
- Teodora. Cortigiana che regnò sul trono di Bisanzio, Salerno, Rom 2016 (Theodora I.).
- Galla Placidia, il Mulino, Bologna 2017 (Galla Placidia).
- Il traditore di Venezia. Vita di Marino Falier doge, Laterza, Bari/Rom 2017.
- Ezio, Salerno, Rom 2018 (Flavius Aëtius).
- L'età di Giustiniano, Carocci, 2019 (Das Zeitalter Justinians I.).
- Venezia prima di Venezia. Mito e fondazione della città lagunare, Salerno, 2020 (Venedig vor dem frühen 9. Jahrhundert).
- La vita a Venezia nel Medioevo, Il mulino, 2021 (Alltagsgeschichte der Gesellschaftsgruppen Venedigs).
- Civiltà bizantina. Una storia millenaria, Carocci, 2023 (ein Jahrtausend byzantinischer Kultur bis in die Auswirkungen auf den Humanismus).